# Habituering
Habituering er en form for læring, der sker, når individet gentagne gange oplever den samme stimulus og holder op med at reagere på eller bemærke denne stimulus. Habituering er klassificeret som en simpel læringsmekanisme, da det opstår som respons til kun et enkelt stimulus (i kontrast til andre, mere komplekse former for læring, hvor to eller flere stimuli er associeret).
For eksempel lægger en københavner ikke lige så meget mærke til byens støj som en person, der kommer til byen udefra, men når personen udefra har boet et stykke tid i byen vil vedkommende heller ikke længere høre støjen; personen er blevet habitueret til støjen.
Hvis man kommer til at forbinde en bestemt stimulus med angst, kan man blive sensibiliseret i stedet for at blive habitueret til en stimulus; dvs. at man oplever angst hver gang man oplever den pågældende stimulus. Når man er sensibiliseret holder man ikke nødvendigvis op med at reagere selvom stimulus præsenteres mange gange. I så fald kan man bl.a. desensibiliseres ved at blive præsenteret for en lav grad af den pågældende stimulus gentagne gange, og gradvist øge intensiteten efterhånden som angsten bliver mindre.
| Psi | Spire Denne artikel om psykologi er en spire som bør udbygges. Du er velkommen til at hjælpe Wikipedia ved at udvide den. |